# Limeckebach
Der Limeckebach, auch Liemeckebach genannt, ist ein 7,8 km langer, linker bzw. westlicher Zufluss des Mühlenwassers im hessischen Landkreis Kassel in Deutschland.

## Verlauf
Der Limeckebach fließt gänzlich im nordhessischen Naturpark Habichtswald. Er entspringt 1,2 km ostnordöstlich von Istha, einem südöstlichen Stadtteil von Wolfhagen. Seine Quelle liegt etwa 2 km ostsüdöstlich des Isthabergs (523,1 m ü. NHN) auf rund 349 m Höhe. Etwa 200 m südöstlich der Quelle führt zwischen Istha und Oelshausen die B 251 vorbei.
Der Limeckebach fließt anfangs westsüdwestwärts durch landwirtschaftlich genutztes Gelände und dann durch Istha. Jenseits des Dorfs verläuft er nach dem Abzweig der B 450 von der B 251, die der Bach unterquert, erneut durch Acker- und Wiesenland, um sich dann etwa parallel zur B 450, die er insgesamt zweimal unterquert, in nordwestlicher Richtung zur Wolfhager Kernstadt zu wenden. Dort fließt er westlich des Ofenbergs unter anderem vorbei am „Kreiskrankenhaus Hessenklinik Wolfhagen“, an einer Tennishalle, am Freibad, an einer Reithalle, an einem Sportplatz und am Limeckestadion.
Nach Passieren der Wolfhager Innenstadt mündet der Limeckebach etwas unterhalb des Wolfhager Stadtparks nahe der Kreisstraße 105 (Wolfhagen-Ehringen) auf 247 m Höhe in das dort etwa von Südwesten kommende Mühlenwasser, einem südwestlichen Zufluss der Erpe.

## Einzugsgebiet und Zuflüsse
Der Limeckebach hat ein 9,511 km² großes Einzugsgebiet. Gespeist wird er lediglich von kleinen Zuflüssen: Dazu gehören zwei Bäche, die etwa 0,6 und 1 km lang sind und beide vom Isthaberg kommen, und kurz darauf ein 1,6 km langer Bach, der von Philippinenburg heran fließt und unterhalb des Kreiskrankenhauses Hessenklinik Wolfhagen mündet.

## Wasserscheide
Das Quellgebiet des Limeckebachs liegt an der Diemel-Eder/Fulda/Weser-Wasserscheide. Während das Wasser des Limeckebachs, der in überwiegend nordwestlicher Richtung fließt, durch das Mühlenwasser, die Erpe, Twiste und Diemel in die Weser verläuft, fließt jenes des Spolebachs, der etwas weiter südlich zwischen Istha und Balhorn (Ortsteil von Bad Emstal) entspringt, durch die Elbe, Eder und Fulda zur Weser.